# Apidima (jeskyně)
Apidima (řecky Σπήλαιο Απήδημα) je komplex čtyř malých krasových jeskyní vytvořených ve vápencovém útesu nacházející se na západním pobřeží poloostrova Mani v jižním Řecku. Systematický průzkum jeskyně přinesl objevy zkamenělin neandrtálců a homo sapiens z doby paleolitu. Jedna fosilie lebky, obvykle zvaná Apidima 1, je pozoruhodnou směsí moderní a primitivní anatomie. Její stáří bylo odhadnuto na více než 210 tisíc let. To z ní podle některých interpretací činí nejstarší důkaz o přítomnosti Homo sapiens mimo Afriku. Apidima 1 je o více než 150 tisíc let starší než předchozí nálezy fosilií Homo sapiens v Evropě a zhruba o 20 tisíc let starší než druhý nejstarší doklad mimoafrického působení rodu, maxilla z jeskyně Mislija z pohoří Karmel v Izraeli. Někteří vědci ovšem se zařazením k Homo sapiens nesouhlasí a klasifikují lebku Apidima 1 jako pozůstatek Homo erectus. V jeskyni byla také nalezená vzácná lebka neandertálce ("Apidima 2"), která je ovšem mladší než Apidima 1. Bylo nalezeno též 20 tisíc kostí, úlomků kostí a zubů různé fauny. Vědecký výzkum v jeskyni začal v roce 1978 a je veden řeckým Národním archeologickým muzeem ve spolupráci s laboratoří historické geologie-paleontologie Athénské univerzity, Ústavem geologie a těžby nerostů a Aristotelovou univerzitou v Soluni. V současnosti se jeskyně nacházejí na stěně velkého mořského útesu a jsou přístupné pouze lodí, ale během doby ledové byla hladina moře o více než 100 metrů níže a jeskyně tak byly přístupné po souši.